# John Leech
John Leech (Londra, 29 agosto 1817 – Londra, 29 ottobre 1864) è stato un illustratore britannico.

## Biografia
John Leech nacque a Londra.  Suo padre, nativo dell‘Irlanda, era il proprietario del London Coffee House a Ludgate Hill, "un uomo", secondo quanto riferito da chi lo conobbe, "di cultura raffinata, profondo studioso di Shakespeare, e un assoluto gentleman." Sua madre era una discendente della famiglia di Richard Bentley. Fu proprio dal padre che Leech ereditò il suo talento per il disegno, che iniziò a sviluppare sin da bambino. Quando aveva solo tre anni, fu visto da John Flaxman, in visita di cortesia, seduto sulle ginocchia della madre, intento a disegnare con impegno e dedizione.
Lo scultore ammirò i suoi schizzi, affermando: «Non lasciate che il bambino si guasti con delle lezioni di disegno; lasciate libero di fluire il suo genio come più gli pare; strabilierà il mondo con le sue opere!»; consiglio che fu seguito dalla famiglia del bimbo. Leech venne educato alla Charterhouse School, dove William Makepeace Thackeray, suo amico di vecchia data, era stato un ex allievo, e all'età di sedici anni iniziò a studiare per intraprendere la professione di medico presso il St Bartholomew's Hospital, dove vinse una borsa di studio per l'accuratezza e la bellezza dei suoi disegni di anatomia. Successivamente però, Leech decise di abbandonare gli studi di medicina per dedicarsi totalmente e in maniera professionale alla sua arte. In quel periodo iniziò a usare il soprannome "Blicky" per firmare le sue opere.

## Carriera artistica

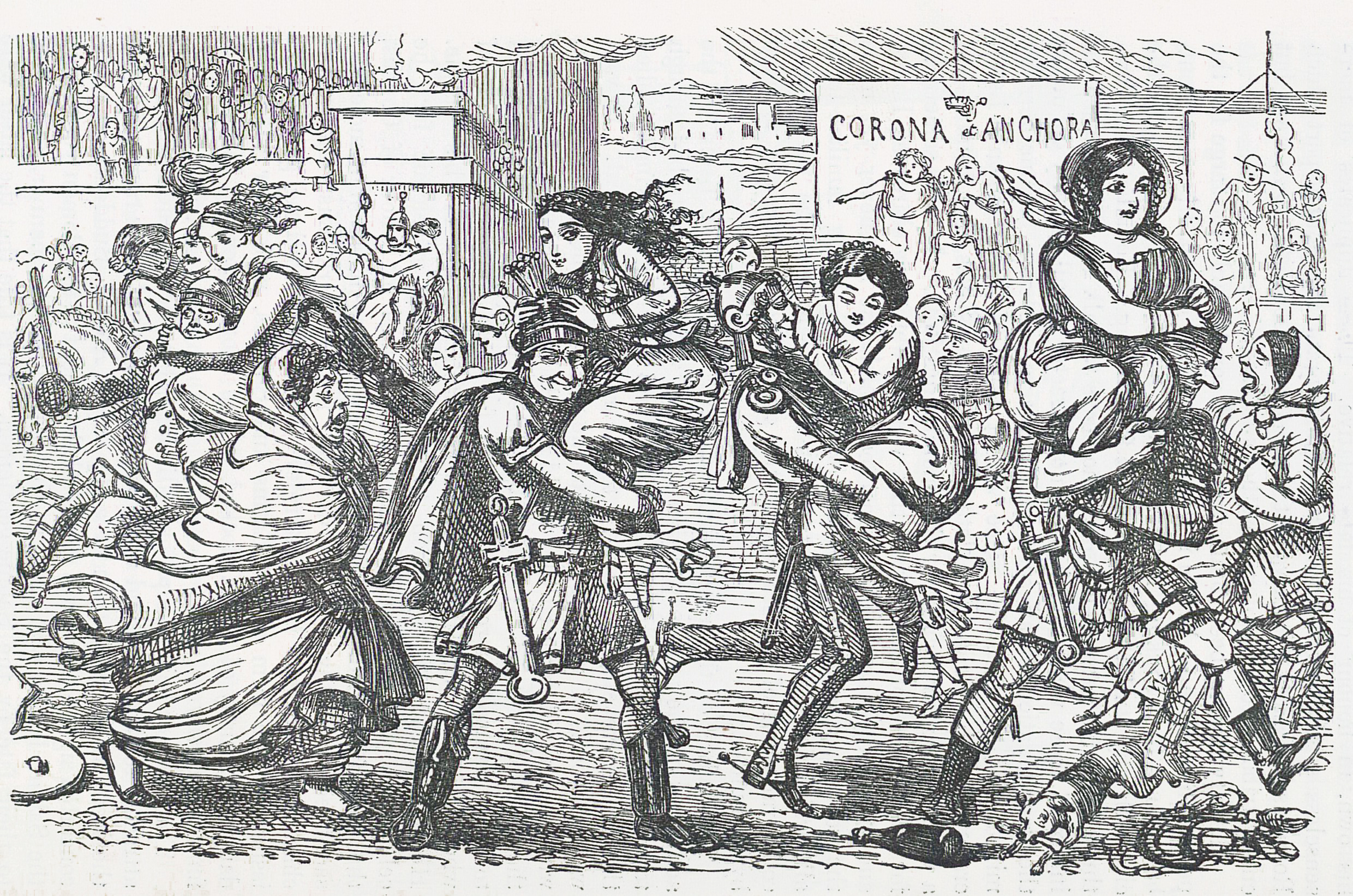
Illustrazione di Leech per Comic History of Rome, raffigurante il Ratto delle Sabine. Le donne sono volutamente raffigurate in abiti Vittoriani

A diciotto anni vide pubblicato il suo primo lavoro. In seguito fece molti ritratti satirici di uomini politici, fece qualche schizzo per Bell's Life, produsse una popolare parodia dello sviluppo postale di Mulready, e, alla morte di Robert Seymour (il precedente illustratore dell'opera), si applicò, senza successo, ad illustrare Il Circolo Pickwick del giovane Dickens.
Nel 1840 Leech iniziò la sua collaborazione con i giornali con una serie di illustrazioni per il Bentley's Miscellany, dove George Cruikshank aveva pubblicato i suoi lavori per Jack Sheppard e Oliver Twist, e stava illustrando Guy Fawkes.
Collaborando con l'anziano maestro, Leech disegnò illustrazioni per le Ingoldsby Legends e per Stanley Thorn, e fino al 1847 produsse altri lavori di vario genere. Queste non furono le sue opere migliori; la tecnica non è impeccabile e i disegni non esprimono le reali capacità espressive dell‘artista, per esempio, le illustrazioni per Richard Savage, sono fortemente influenzate dallo stile di Cruikshank, e quelli per The Dance at Stamford Hall, dal lavoro svolto precedentemente da Hablot Browne.
Nel 1845 Leech illustrò il nuovo Shilling Magazine di Douglas William Jerrold, con disegni maggiormente riusciti e rifiniti rispetto a quelli di Bentley, ma è soprattutto nei lavori più tardi, e specialmente in quelli concepiti per essere stampati a colori, che possiamo vedere l'artista al massimo delle sue potenzialità artistiche. 

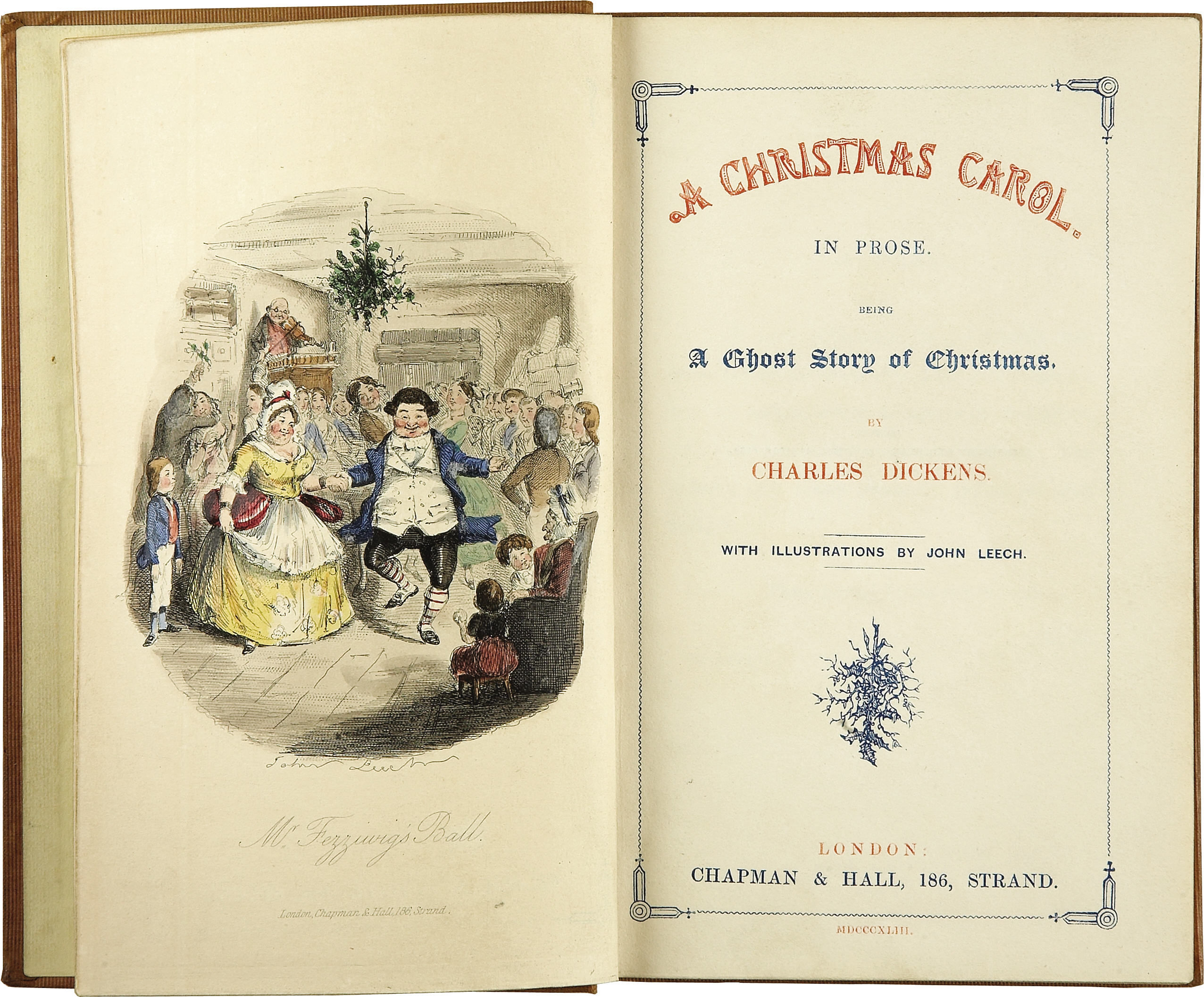
Frontespizio del racconto Canto di Natale di C. Dickens, prima edizione del 1843, illustrata da Leech.

Alcuni dei suoi lavori più riusciti sono quattro magnifiche illustrazioni per il racconto A Christmas Carol (1843) di Charles Dickens, i disegni per la Comic History of England (1847-1848), e quelli per Comic History of Rome (1852).
Poi, dal 1850 iniziò la produzione dei numerosi disegni di scene sportive, che contribuirono, insieme alle sue incisioni su legno, a donargli il successo e la fama.

## Punch Magazine
Nel 1841 Leech iniziò a collaborare con Punch Magazine, collaborazione che portò avanti fino alla morte, e che dette come risultato la produzione dei suoi disegni più celebri e ammirati. Il suo primo contributo apparve sul numero del 7 agosto, una illustrazione a tutta pagina intitolata Foreign Affairs, uno studio sui personaggi gravitanti attorno a Leicester Square.
In aggiunta ai suoi lavori per le uscite settimanali di Punch Magazine, Leech contribuì in larga scala all'almanacco Punch e ai tascabili della rivista, dove apparvero alcune delle sue migliori illustrazioni di carattere sportivo, infine illustrò anche innumerevoli racconti e svariati volumi, dei quali è necessario citare almeno A Little Tour in Ireland (1859). Quest'ultimo lavoro è notevole poiché contiene alcuni dei suoi disegni più riusciti e ispirati.

## Esibizioni pubbliche
Nel 1862 Leech presentò con successo in pubblico una mostra delle sue opere per la rivista Punch Magazine. I disegni erano stati ingranditi con un processo meccanico, e colorati ad olio dallo stesso artista, con l'aiuto e l'assistenza del suo amico John Everett Millais.